# Tūzhāl
Tūzhāl (persiska: توژال) är en ort i Iran.   Den ligger i provinsen Västazarbaijan, i den nordvästra delen av landet, 500 km väster om huvudstaden Teheran. Tūzhāl ligger 1 318 meter över havet och antalet invånare är 243.
Terrängen runt Tūzhāl är lite bergig, och sluttar österut. Runt Tūzhāl är det ganska tätbefolkat, med 80 invånare per kvadratkilometer. Närmaste större samhälle är Vāvān, 7,3 km norr om Tūzhāl. Trakten runt Tūzhāl består till största delen av jordbruksmark.